# 리소나 홀딩스
리소나 홀딩스(일본어: りそなホールディングス 리소나호루딘구스[*], 영어: Resona Holdings)는 일본의 지주회사이다. 리소나 은행, 사이타마 리소나 은행 등을 산하에 두고 있다.